# Paul Bourgeois
Paul Eugène Édouard Bourgeois (Brussel, 13 februari 1898 - Ukkel, 11 mei 1974) was een Belgisch astronoom. Hij was directeur van de Koninklijke Sterrenwacht van België en buitengewoon hoogleraar aan de Université libre de Bruxelles.

## Levensloop
Bourgeois werd geboren als zoon van een meubelmaker afkomstig van Aalst. Zijn moeder was afkomstig van Bouillon. Na zijn studies aan het atheneum van Etterbeek ging hij vervolgens naar de Université libre de Bruxelles waar hij in 1923 het doctoraat behaalde in de wis- en natuurkundige wetenschappen.
Nog datzelfde jaar ging hij aan de slag als wetenschapper bij de Koninklijke Sterrenwacht van België in Ukkel waar hij in de eerste jaren assistent was van Paul Stroobant en instond voor aanschaf van nieuwe apparatuur voor het seismologische station. Samen met Jacques Cox hield hij zich daarna bezig met de studie van de kometen. Hij paste nieuwe statistische methodes toe bij de studie ervan. Hun bevindingen waren uiteindelijk dat - in tegenstelling tot wat algemeen aangenomen werd - de studie van de kometen direct gerelateerd is aan deze van de meteoren. Voor zijn onderzoekswerk kreeg hij de Vijfjaarlijkse Heuschlingprijs voor Statistiek voor de periode 1929-1933 en de Agathon De Potterprijs van de Koninklijke Academie van België voor de periode 1937-1939.
Na zijn benoeming tot adjunct-astronoom (1936) en tot astronoom (1938) werd Bourgeois in 1947 benoemd tot directeur van de Koninklijke Sterrenwacht als opvolger van Eugène Delporte. Onder het directeurschap van Bourgeois kende de Sterrenwacht een grote expansie, enerzijds door de deelname aan grote internationale projecten zoals het opstellen van een astrografische catalogus van de sterrenkaart (met de meting van de posities van zowat 15 miljoen sterren) en anderzijds door eigen realisaties zoals het radioastronomisch station in Humain dat in 1954 ingericht werd.
Van 1952 tot 1954 was Bourgeois voorzitter van de Société royale belge d'astronomie, de météorologie, et de physique du globe. Van 1954 tot 1957 was hij buitengewoon hoogleraar aan de ULB en gaf er de cursussen astronomie en geodesie.
Verder was Bourgeois van 1947 tot 1953 voorzitter van de raad van bestuur van het IRSAC, het Institut pour la Recherche scientifique en Afrique centrale. Hij was er voorzitter van de commissies Geofysica en Astronomie. In 1960, tijdens de Congocrisis slaagde hij erin om de werking van de plaatselijke wetenschappelijke stations van het IRSAC te behouden. Als beloning voor het geleverde werk werd Bourgeois verkozen tot geassocieerd lid van de Koninklijke Academie voor Overzeese Wetenschappen.
In 1963 ging Bourgeois met pensioen. Hij stierf op 76-jarige leeftijd in zijn woonplaats Ukkel.
Bourgeois was de auteur van talloze publicaties over astronomie, astrometrie, astrofysica en stellaire statistiek in gespecialiseerde tijdschriften.

## Planetoïden
In 1929 ontdekte Bourgeois de planetoïde (1547) Nele. Zij werd vernoemd naar Nele, de vriendin van Tijl Uilenspiegel. De planetoïde (1543) Bourgeois, die in 1941 door Eugène Delporte werd ontdekt, is naar hem vernoemd.